# ناتاشا هاليفي
ناتاشا هاليفي (بالإنجليزية: Natasha Halevi)‏ من مواليد 12 يناير 1982 هي ممثلة ومخرجة أمريكية مقيمة في لوس أنجلوس، كاليفورنيا.

## حياة سابقة
درست هاليفي في جامعة كاليفورنيا، ديفيس حيث تخرجت بدرجة البكالوريوس في علم الأحياء وبكالوريوس الفنون المسرحية. عاشت هاليفي في بولدر، كولورادو خلال أوائل العشرينيات من عمرها، حيث عملت في مجال التصميم المستدام.

## روابط خارجية
- ناتاشا هاليفي على موقع IMDb (الإنجليزية)